# Burham
Burham is een civil parish in het bestuurlijke gebied Tonbridge and Malling, in het Engelse graafschap Kent met 1195 inwoners.